# Hrádek (district de Hradec Králové)
Pour les articles homonymes, voir Hrádek.
Hrádek (en allemand : Bürgles) est une commune du district de Hradec Králové, dans la région de Hradec Králové, en République tchèque. Sa population s'élevait à 175 habitants en 2022.

## Géographie
Hrádek se trouve à 11 km à l'ouest de Hradec Králové et à 90 km à l'est-nord-est de Prague.
La commune est limitée par Nechanice au nord-ouest, par Dolní Přím au nord et au nord-est, par Radíkovice au sud-est, par Radostov au sud-ouest, et par Kunčice à l'ouest.

## Histoire
La première mention écrite de la localité date de 1377.

## Galerie

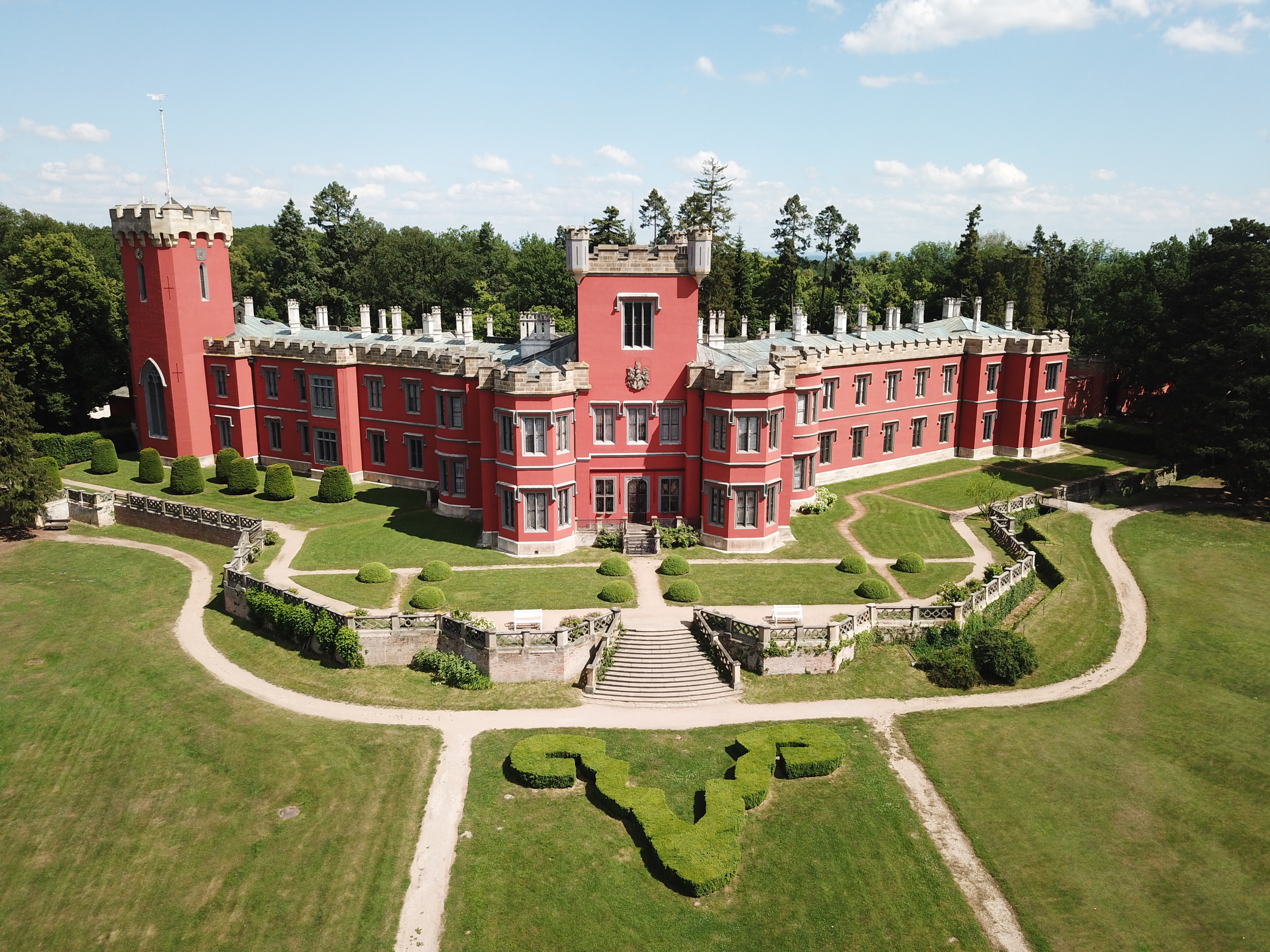
Château de Hrádek et Nechanic.
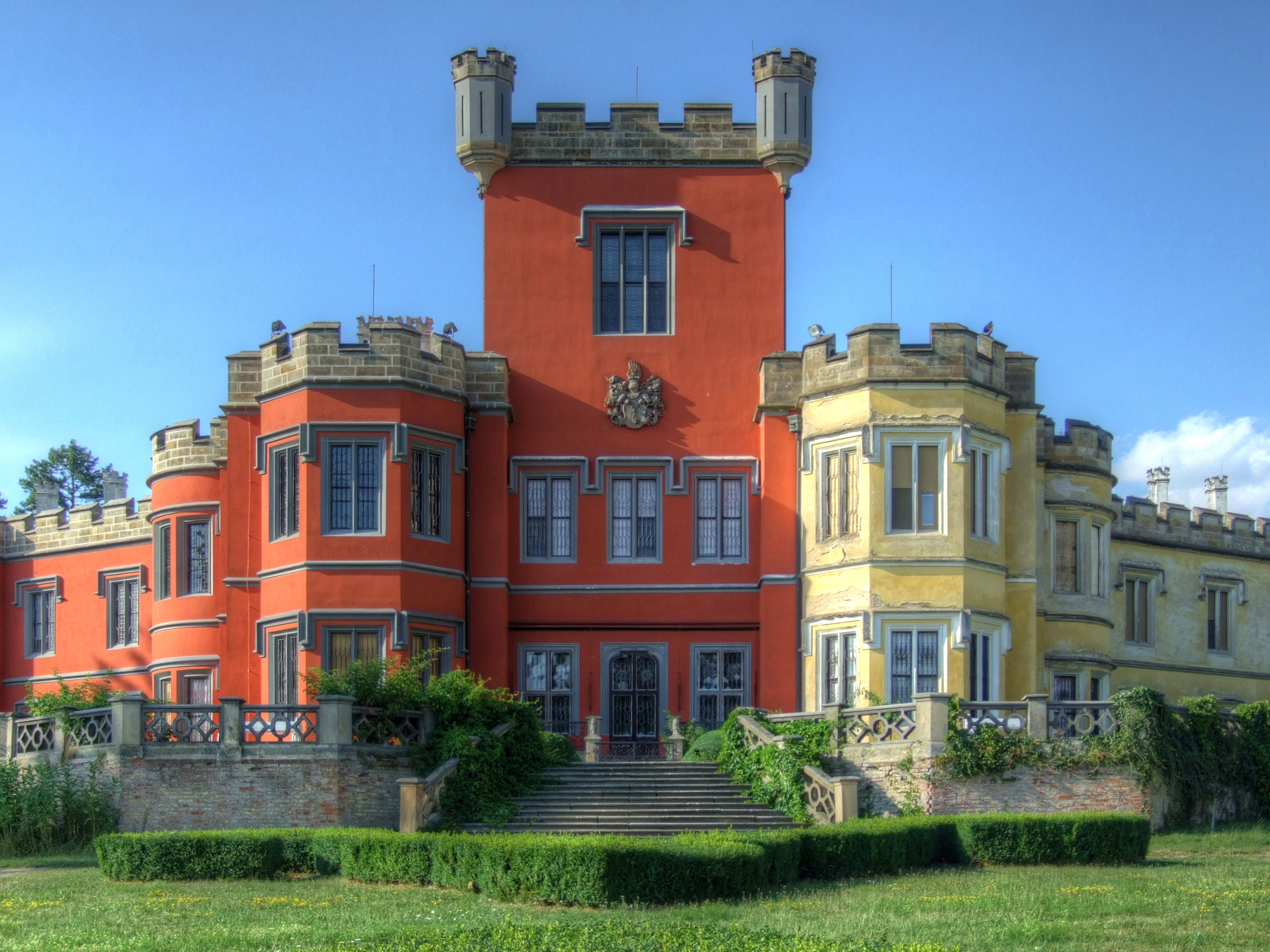
Détail du château.

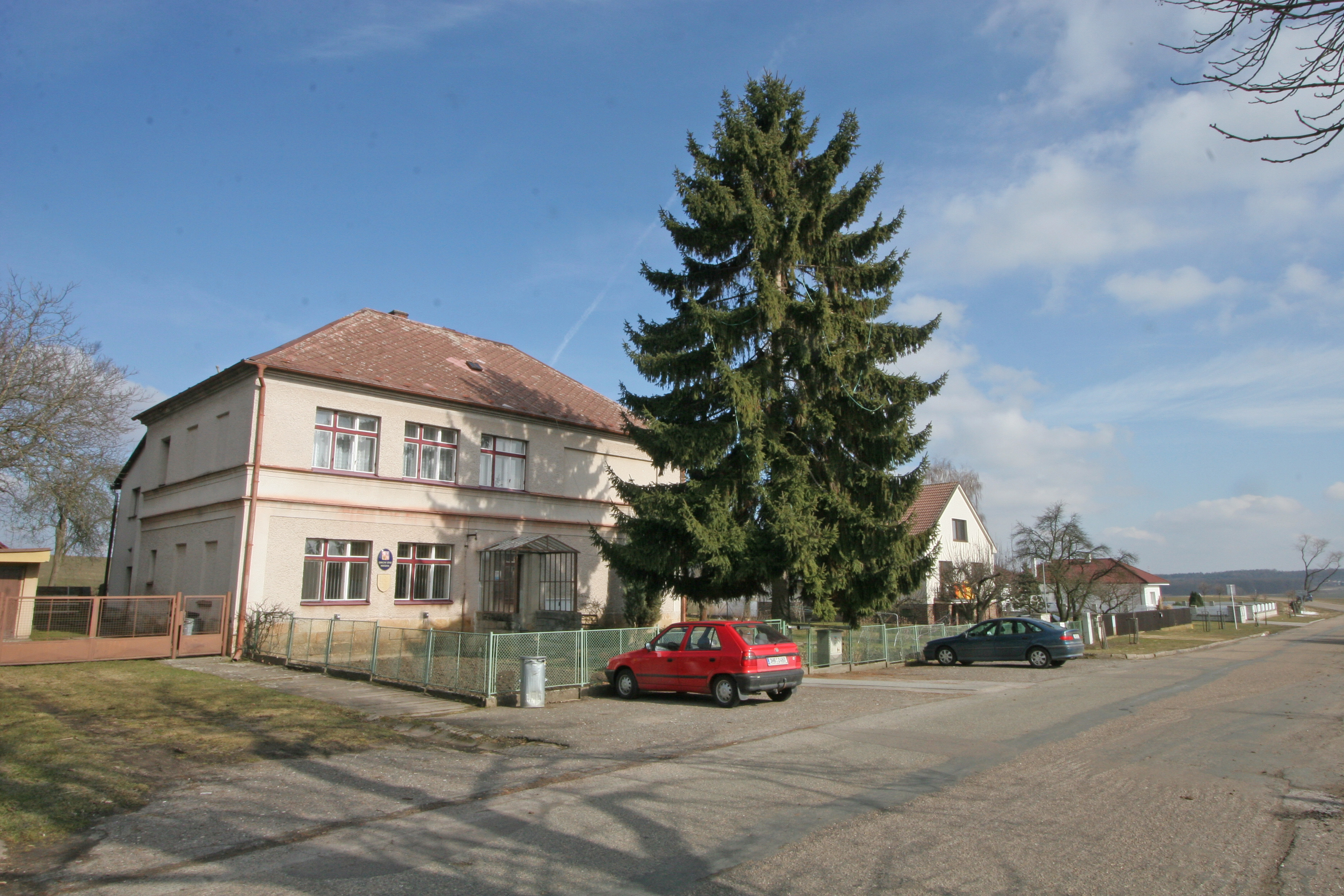
Hrádek : la mairie.
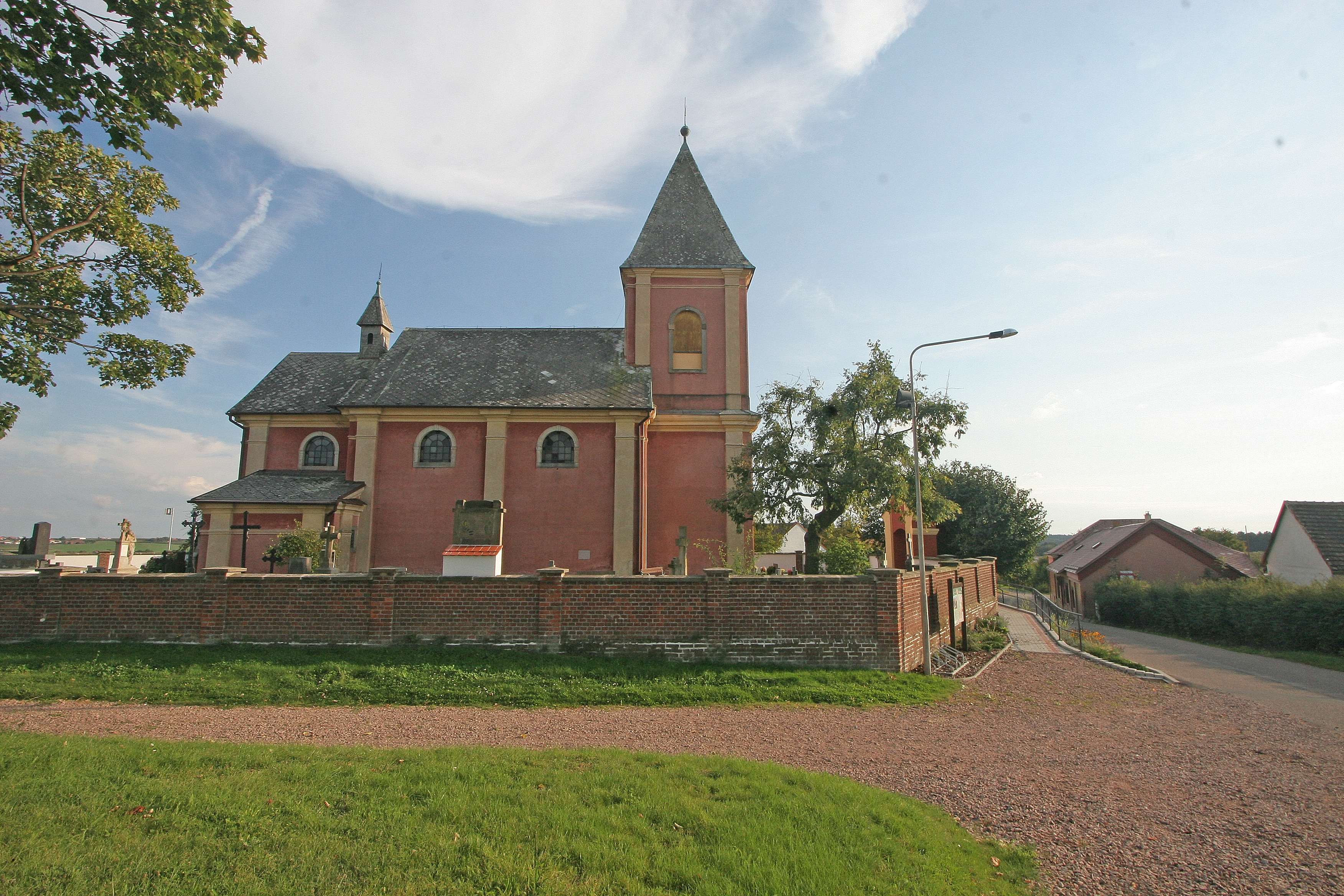
Église Saint-Georges.

## Transports
Par la route, Hrádek se trouve à 15 km de Nechanice, à 15 km de Hradec Králové et à 110 km de Prague. 